# Takehiro Ōtani
Takehiro Ōtani (japanisch 大谷 武大 Ōtani Takehiro; * 6. Dezember 1980 in der Präfektur Ibaraki) ist ein ehemaliger japanischer Fußballspieler.

## Karriere
Seinen ersten Vertrag unterschrieb er 1999 bei den Mito HollyHock. Der Verein spielte in der dritthöchsten Liga des Landes, der Japan Football League. Am Ende der Saison 1999 stieg der Verein in die J2 League auf. Danach spielte er bei den Joso Identy und FC Horikoshi. Ende 2014 beendete er seine Karriere als Fußballspieler.